# Везиров, Адалят Сафарали оглы
Адалят Сафарали оглы Везиров (азерб. Ədalət Səfərəli oğlu Vəzirov; 27 апреля 1951 года, село Дизевер, Хызинский район, СССР — 5 октября 2002 года, Стамбул, Турция) — советский и азербайджанский кеманчист, заслуженный артист Азербайджана.

## Биография
Родился 27 апреля 1951 года в селе Дизевер Хызынского района, в семье гармониста Сафарали Везирова. Учился в средней специальной музыкальной школе имени Бюль-Бюля (1968) и Азербайджанской государственной консерватории (1974). В 1974 году стал победителем на V Международном музыкальном конкурсе в Москве.
С 1980 года работал преподавателем Азербайджанской государственной консерватории (был доцентом кафедры национальных инструментов) и Сумгайытского музыкального техникума (в 2000-2002 также был директором).
Много лет выступал в ансамбле народных инструментов под руководством заслуженного артиста Бабы Салахова, в коллективе народной артистки СССР Зейнаб Ханларовой, с гастролями побывал в США, Канаде, Ираке, Египте, Турции, Японии и других странах.
Адалят Везиров виртуозно исполнял на кяманче народные песни, танцевальную музыку, теснифы, композиции мугама. Входил в трио лучших мугаматистов страны, аккомпанировал таким мастерам ханенде как Ариф Бабаев, Гаджибаба Гусейнов, Джанали Акберов, Агахан Абдуллаев, Мелекханым Эйюбова и другим.
Воспитал многих музыкантов. Среди его учеников был Марк Элияху, израильский музыкант, исполняющий на кеманче.
Умер 5 октября 2002 года в гостиничном номере в Стамбуле, в результате сердечного приступа. Похоронен на Ясамальском кладбище.

## Награды
- Заслуженный артист Азербайджана — 1998[7]